# Chilasa clytia
Chilasa clytia (Synonym: Papilio clytia) ist ein in Südostasien vorkommender Schmetterling aus der Familie der Ritterfalter (Papilionidae) und der Unterfamilie der Schwalbenschwänze (Papilioninae). Der Erstbeschreiber Carl von Linné benannte viele der Schwalbenschwanzarten nach Personen aus der griechischen Mythologie, so wurde auch in diesem Fall das Artepitheton nach Clytia, einer Geliebten des Apollon ausgewählt.

## Merkmale
Die Flügelspannweite der Falter beträgt 80 bis 110 Millimeter. Am Analwinkel der Hinterflügel fehlt ein Schwanzfortsatz. Zwischen den Geschlechtern besteht kein Sexualdimorphismus, Männchen und Weibchen weisen die gleichen Zeichnungen auf. Es treten verschiedene Formen auf. Bei der Form clytia sind sämtliche Flügel auf der Oberseite überwiegend schwarzbraun bis schwarz. Nur entlang des Flügelsaums heben sich weiße Flecke ab. Die Form dissimilis zeigt auf den Flügeloberseiten ein abwechselnd schwarz und weiß gestreiftes Muster. Die Zeichnung der Unterseiten gleicht den Oberseiten, zeigt jedoch meist eine gelbliche bis rötliche Fleckenreihe am Saum der Hinterflügel.

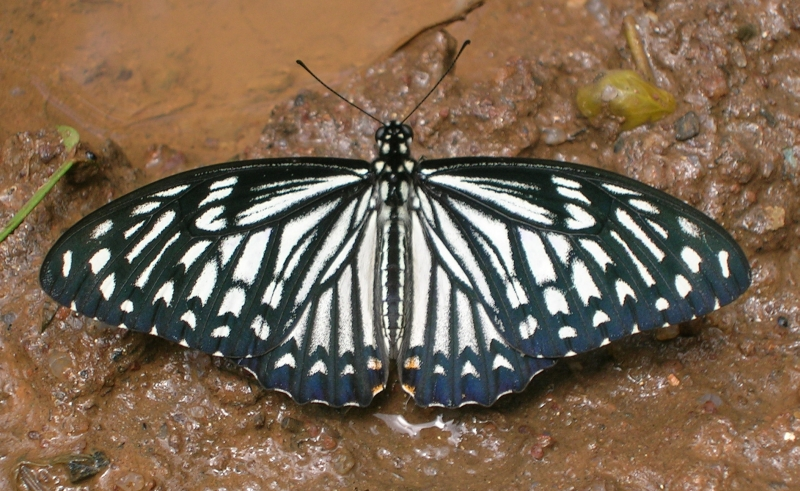
Form dissimilis

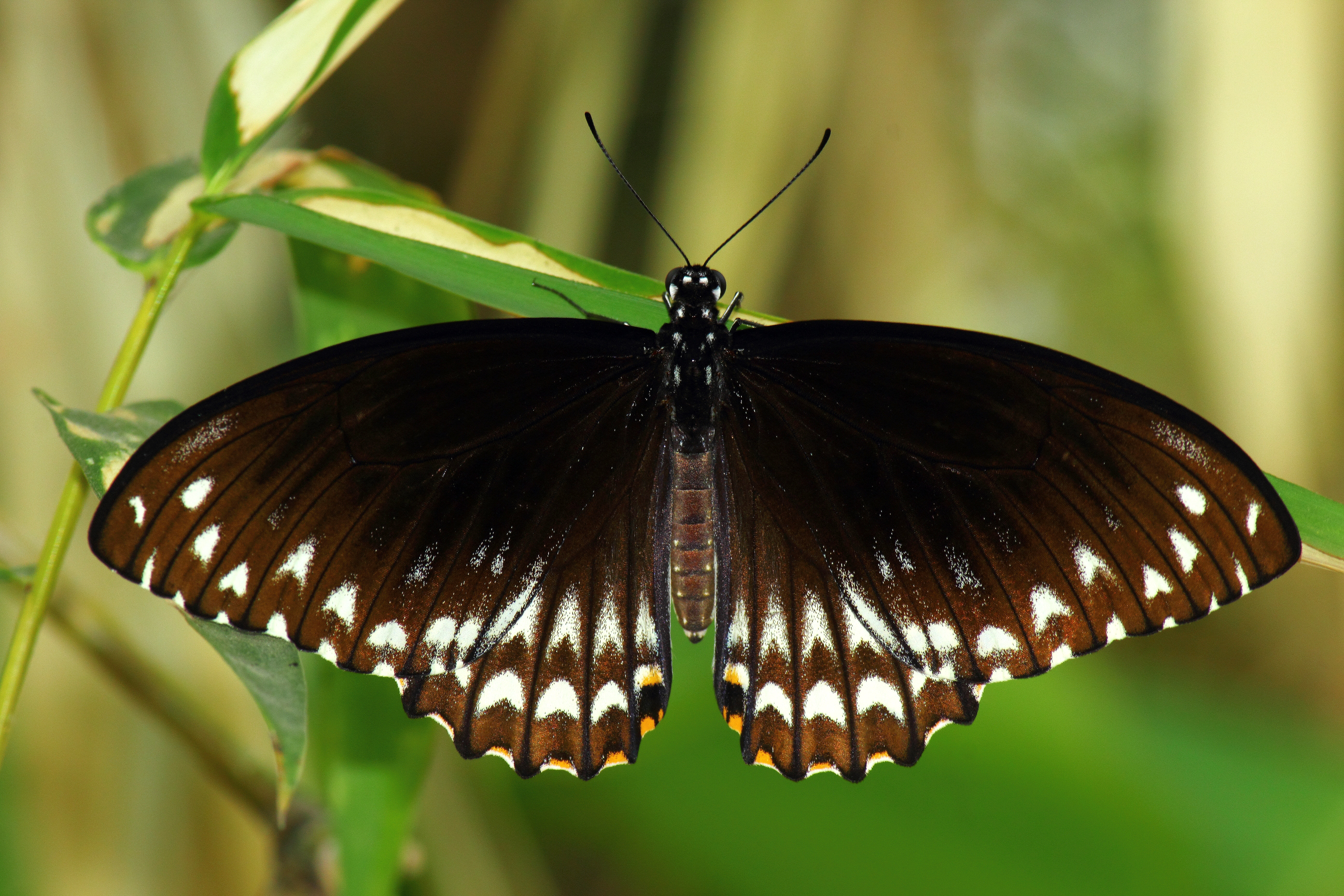
Form clytia

## Ähnliche Arten und Mimikry
Die Zeichnung der Form clytia ähnelt Euploea core während die Form dissimilis den Faltern von Tirumala limniace ähnelt. In beiden Fällen handelt es sich um typische Beispiele von Mimikry. Hierbei profitieren die ungiftigen Falter von Chilasa clytia davon, dass sie wie die giftigen ähnlichen Arten aussehen und deshalb von Fressfeinden gemieden werden.

## Präimaginalstadien
Das Ei ist kugelrund, rau, glänzend und orangegelb gefärbt.
In den ersten Stadien sind die Raupen braun-weiß gefärbt, ausgewachsen  treten gelbliche, grünliche oder weißliche Exemplare auf, die jeweils mehr oder weniger kräftige schwarze Zeichnungen zeigen. Sie sind dann auf der gesamten Körperoberfläche mit spitzen, schwarzen Tuberkeln versehen, die an der Basis kräftig rot gefärbt sind. Um Fressfeinde abzuschrecken, sind die Raupen in der Lage, ein gelbliches bis bläuliches Osmaterium auszustülpen.
Die Puppe hat eine gestreckte Form, ist überwiegend hellbraun gefärbt und besitzt hinter dem Kopf einen höckerartigen Auswuchs. Sie wird als Gürtelpuppe an Zweigen befestigt und ähnelt täuschend einem Zweig, der unregelmäßig an einem Ende abgebrochen ist. Das letzte Segment ist so ausgestaltet, dass die Puppe nicht punktförmig befestigt ist, sondern so wirkt, als wäre sie aus dem Zweig herausgewachsen.

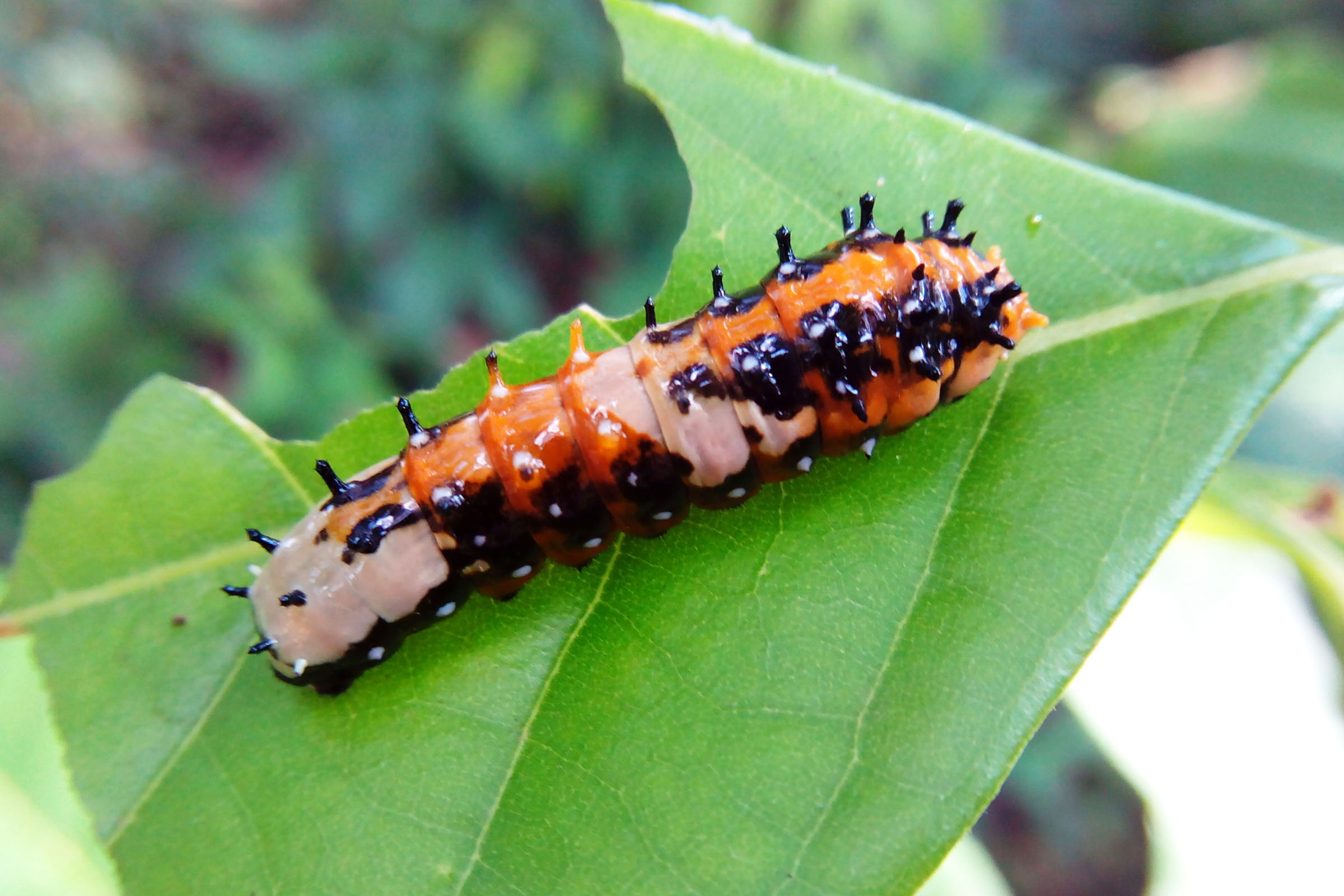
Junge Raupe
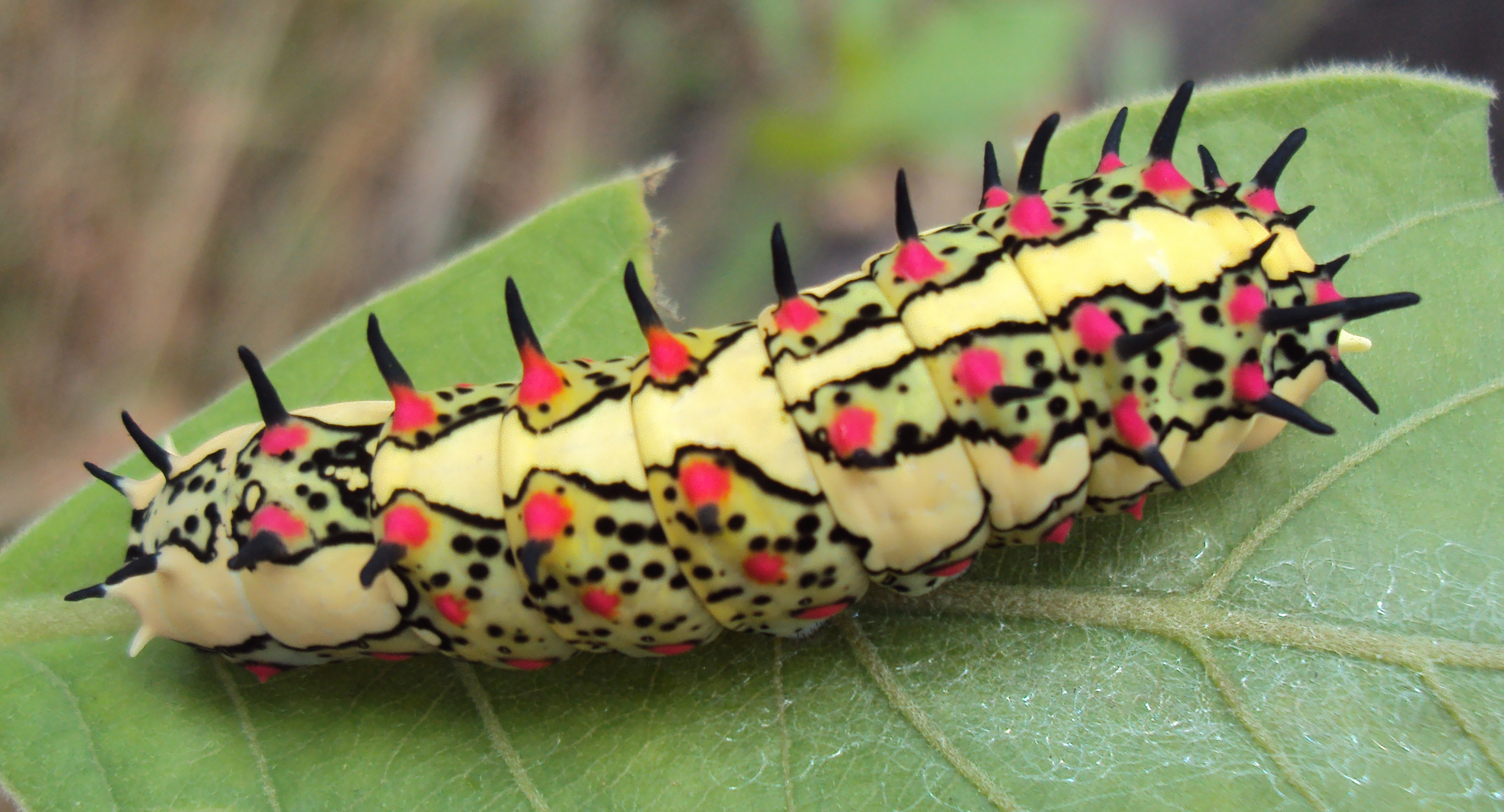
Raupe, gelbliche Form
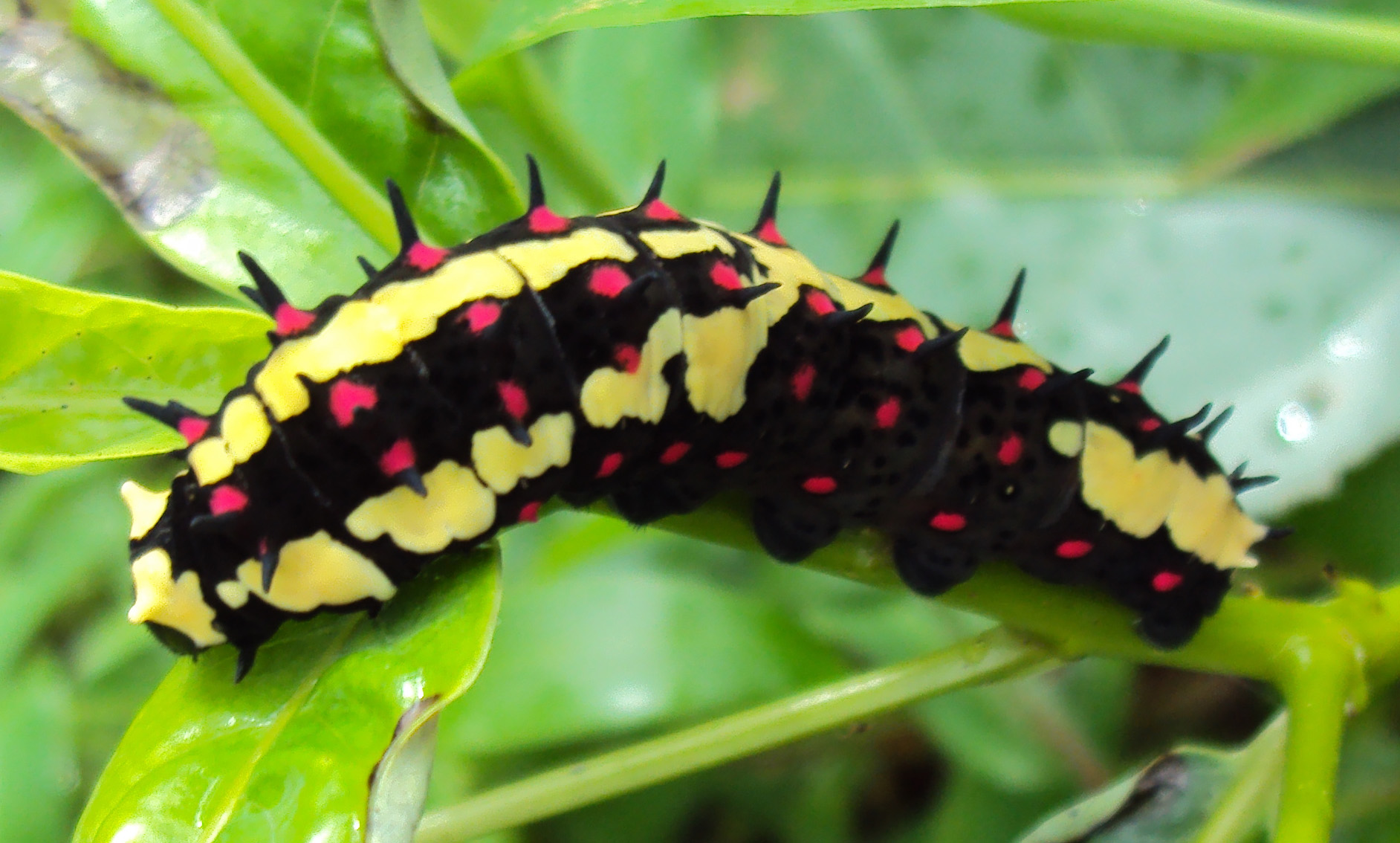
Raupe, grünliche Form
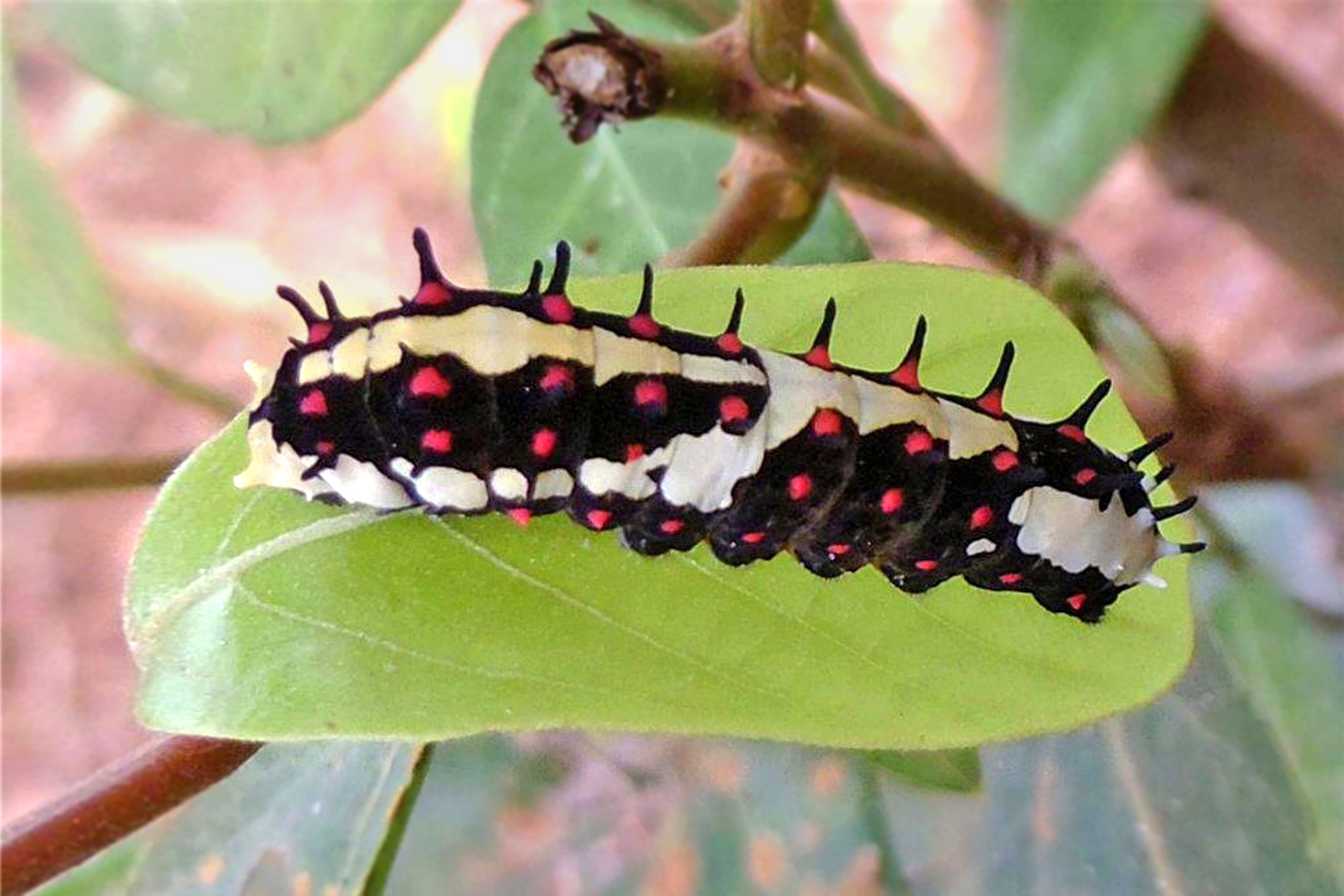
Raupe, weißliche Form
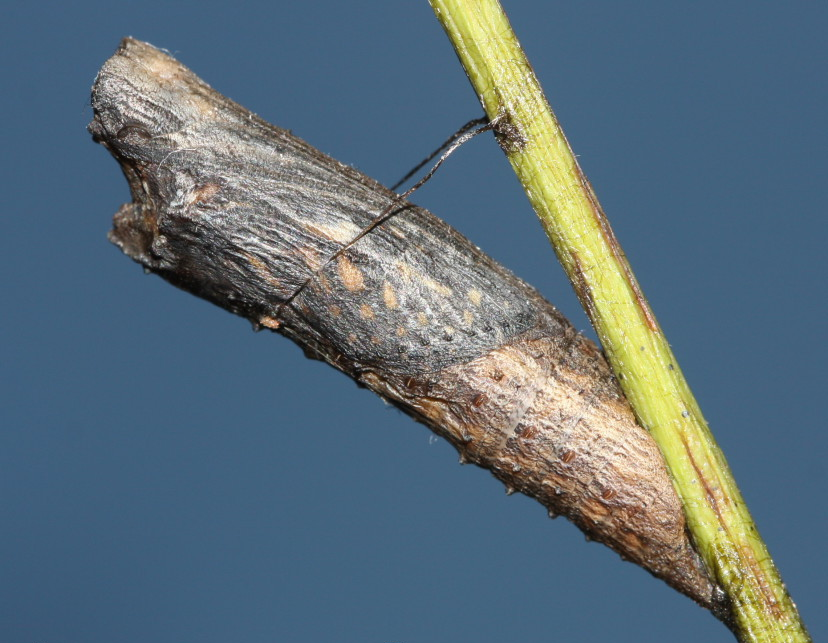
Puppe

## Verbreitung, Unterarten und Lebensraum
Die Art kommt in Indien, Sri Lanka, Thailand, Malaysia, Myanmar, Laos, Kambodscha, im Süden Chinas sowie auf Sumatra, Borneo, Sulawesi, Timor, Singapur und den Philippinen vor. In den verschiedenen Vorkommensgebieten werden derzeit 13 Unterarten klassifiziert. Chilasa clytia besiedelt bevorzugt Regenwälder bis in Höhenlagen von 800 Metern.

## Lebensweise

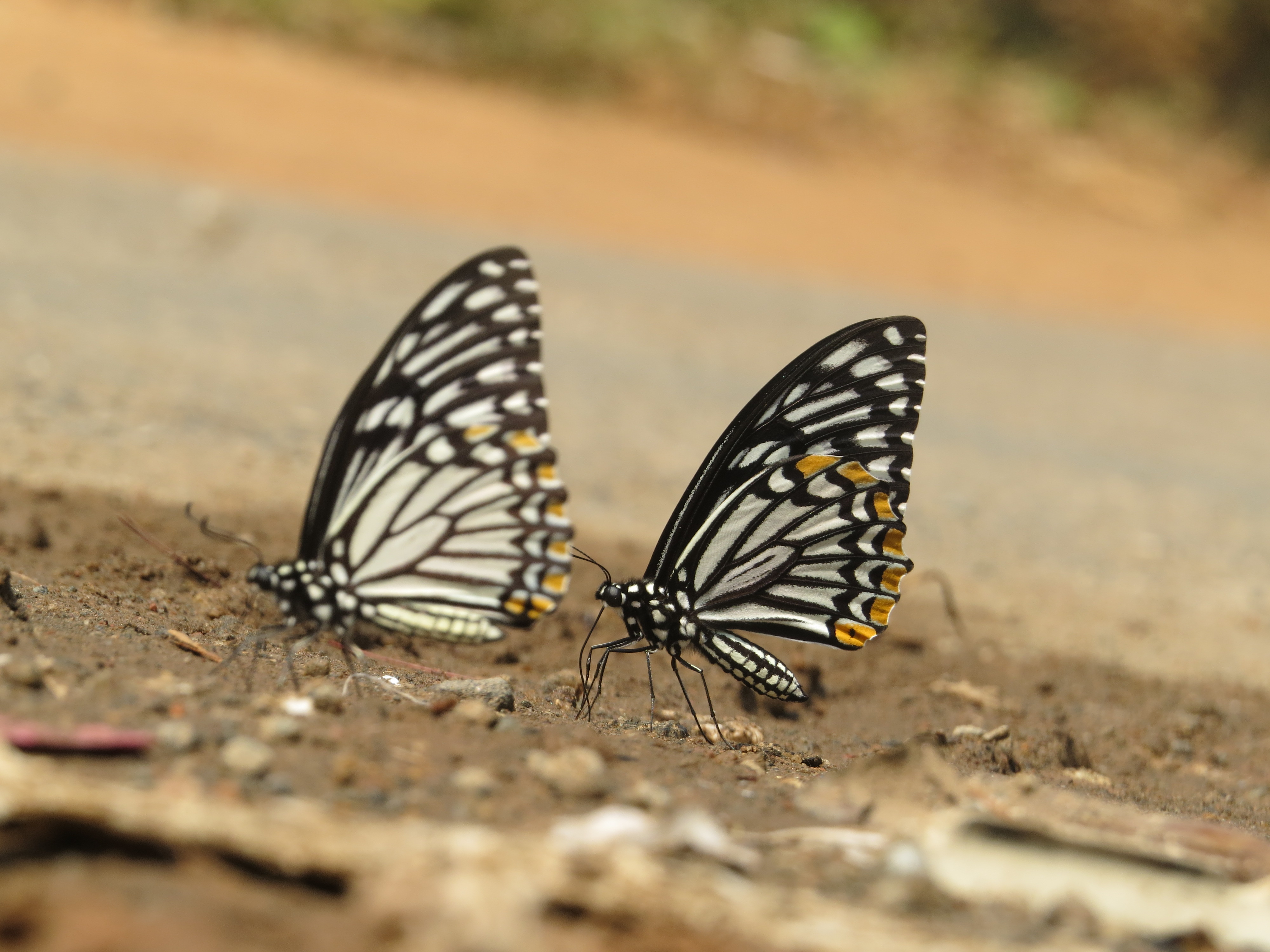
Chilasa clytia-Falter beim Saugen an feuchter Bodenstelle

Die Falter fliegen schwerpunktmäßig während der Monsunzeit zwischen Juni und September sowie vereinzelt danach noch in den Monaten Oktober bis Dezember. Die Eier werden einzeln oder in kleinen Gruppen auf der Oberseite von jungen Blättern oder Zweigen der Nahrungspflanze abgelegt. Sie benötigen drei Tage bis zum Schlüpfen der Raupen, die dann zunächst die Eihülle fressen und danach fünf Stadien bis zur Verpuppung durchlaufen. Nach etwa 12 Tagen Puppenruhe schlüpfen die Falter. Diese besuchen zur Nektaraufnahme gerne Blüten, beispielsweise Wandelröschen (Lantana) oder saugen zuweilen in Anzahl am Boden an feuchten Erdstellen, um Flüssigkeiten sowie Mineralstoffe aufzunehmen. Die Raupen ernähren sich polyphag von den Blättern verschiedener Lorbeergewächsen (Lauraceae), beispielsweise von Cinnamomum-, Litsea- oder Alseodaphne -Arten.